# Oldřich Buchar
Oldřich Buchar (ur. 1 czerwca 1891 w Heřmanůvym Městecu, zm. 20 maja 1973 w Pradze) – czechosłowacki jeździec, olimpijczyk.
Uczestnik Letnich Igrzysk Olimpijskich 1924, na których wystartował w 2 konkurencjach. Na koniu Esperanto (nazwanym od języka o tej samej nazwie) zajął ostatnie 34. miejsce w skokach przez przeszkody, zaś zawodów drużynowych nie ukończył.
W 1910 roku ukończył Szkołę Kadetów Kawalerii w Hranicach, po czym wstąpił do armii austro-węgierskiej. Uczestniczył w walkach na froncie serbskim i włoskim podczas I wojny światowej. W latach 1918–1925 służył w wojsku czechosłowackim, po czym przeszedł w stan spoczynku. Wiadomo, że w 1938 roku został wcielony do służby podczas powszechnej mobilizacji. Zmarł w 1973 w Pradze.